# Puccinellia biflora
Puccinellia biflora är en gräsart som först beskrevs av Ernst Gottlieb von Steudel, och fick sitt nu gällande namn av Parodi. Puccinellia biflora ingår i släktet saltgrässläktet, och familjen gräs. Inga underarter finns listade i Catalogue of Life.